# Luis Abinader
Luis Rodolfo Abinader Corona (Santo Domingo, 12 de julio de 1967) es un economista, empresario y político dominicano. Desde el 16 de agosto de 2020 es el presidente de la República Dominicana. Fue reelegido para el período 2024-2028, tomando posesión el 16 de agosto de 2024.
Anteriormente, también fue candidato a las elecciones de 2016, en alianza con el Frente Amplio, Partido Dominicanos por el Cambio y el Partido Humanista Dominicano. 
Ha sido el primer presidente nacido después de la dictadura de Rafael Leónidas Trujillo, así como el primer presidente latinoamericano elegido durante la crisis de la pandemia de COVID-19.Es el segundo presidente dominicano con ascendencia libanesa (Jacobo Majluta ocupó brevemente la presidencia en 1982).
Luis Abinader es el funcionario público más rico de la República Dominicana. Su patrimonio neto es de aproximadamente 70 millones de dólares, según una declaración pública de bienes que presentó un mes después de ser elegido presidente en julio de 2020. Antes de ser presidente, Abinader era el gerente general del Grupo Abicor, el consorcio empresarial de su familia, que fue iniciado por su padre, exsenador y ministro de Hacienda. El conglomerado incluye una empresa inmobiliaria y de construcción, centrada principalmente en la industria del turismo, una fábrica de cemento y una universidad privada. También es propietario de varias sociedades offshore, según revelaron los Papeles de Pandora.

## Biografía
Nació en Santo Domingo el 12 de julio de 1967. Hijo de padres cibaeños: su padre era el empresario y dirigente político José Rafael Abinader Wassaf, de origen libanés y nativo de Santiago, y su madre es la señora Rosa Sula Corona Caba, de linaje colonial canario y oriunda de La Vega. Está casado con Raquel Arbaje Soneh, de ascendencia libanesa (hija del empresario Elías Arbaje Farah y de Margarita Soneh, ambos hijos de inmigrantes del Líbano), y es padre de tres hijas: Esther Patricia, Graciela Lucía y Adriana Margarita.
Estudió el bachillerato en el Colegio Loyola, obtuvo la licenciatura en Economía en el Instituto Tecnológico de Santo Domingo. Realizó estudios de posgrado en Gerencia en Hult International Business School (en aquella época Arthur D. Little School of Management) de Cambridge, Massachusetts. También realizó estudios de Finanzas Corporativas e Ingeniería Financiera en la Universidad de Harvard y de Gerencia Avanzada en Dartmouth College en Nuevo Hampshire.
Electo vicepresidente del Partido Revolucionario Dominicano en la Convención Nacional del año 2005.
Con amplia trayectoria en el sector turístico, fungió como  Presidente Ejecutivo del Grupo ABICOR, que ha desarrollado y operado en la República Dominicana importantes proyectos turísticos. Este grupo familiar dirigió el proyecto empresarial de lo que es hoy la empresa Cementos Santo Domingo, de la cual ha sido Vicepresidente.
Ha sido presidente de la Asociación de Hoteles de Sosúa y Cabarete y es miembro del Consejo de Directores de la Asociación Nacional de Hoteles y Restaurantes (ASONAHORES). Miembro del Consejo de Directores de la Fundación Universitaria O&M. Reconocido por el Congreso Estatal de Rhode Island, Estados Unidos, por su trayectoria en el ámbito público, educativo y empresarial. Además ha recibido reconocimientos de la Alcaldía de Boston y el Senado Estatal de Massachusetts.[cita requerida]
Fue candidato a la vicepresidencia de la República por el Partido Revolucionario Dominicano, en las elecciones presidenciales del 2012.

En 2014 fue proclamado candidato presidencial del Partido Humanista Dominicano y en abril de 2015 fue escogido como candidato presidencial por el Partido Revolucionario Moderno (PRM) en la XVII Convención Ana María Acevedo, obteniendo el 70.24% de un total de 315 mil 082 votos válidos emitidos.

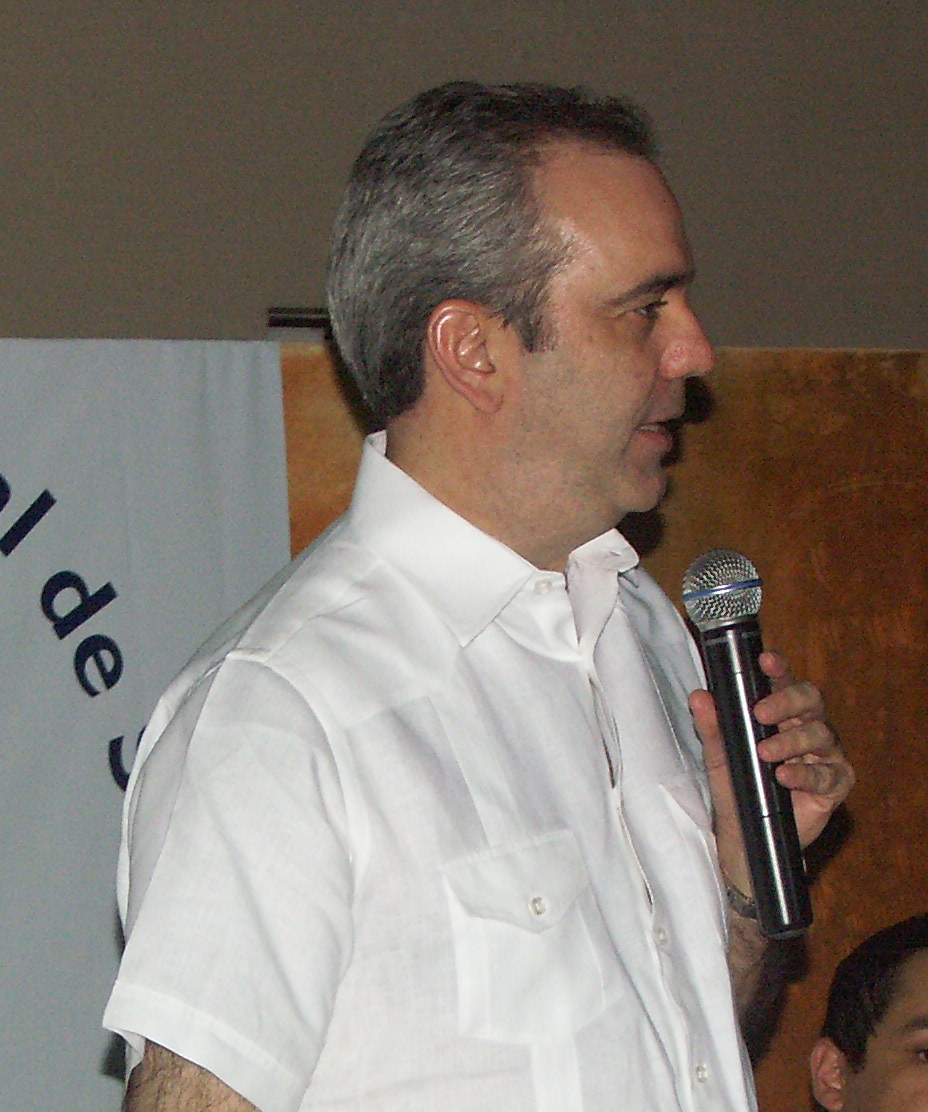
Abinader en 2011

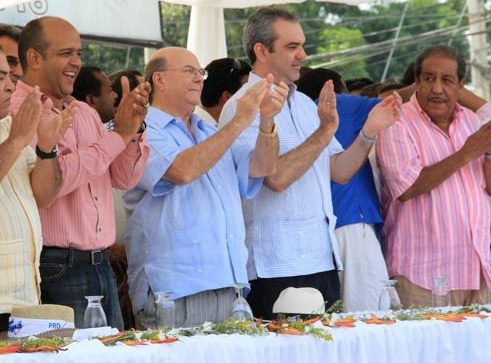
Abinader (segundo desde la derecha) junto a Hipólito Mejía, Tavito Suberví y Fello Suberví

En las elecciones de mayo de 2016, Danilo Medina, logró imponerse al obtener el 62% de votos, mientras que Luis Abinader, obtuvo 35% de los votos. El Candidato Abinader, al momento de reconocer la victoria del Presidente reelecto, alegó un abuso de poder por parte del partido de gobierno. Sus denuncias se extendieron también hacia los árbitros del certamen a quienes acusó de un mal manejo del proceso electoral.
El 5 de julio del 2020, en las elecciones generales de la República Dominicana de 2020, logra la presidencia de la República Dominicana con el respaldo de un 52.52 % de los votos.
En agosto de 2023 dio a conocer su intención de buscar la reelección presidencial y en las elecciones del 19 de mayo de 2024 fue reelecto con el 57% de los votos para el período gubernamental 2024-2028.

## Presidencia de la República Dominicana

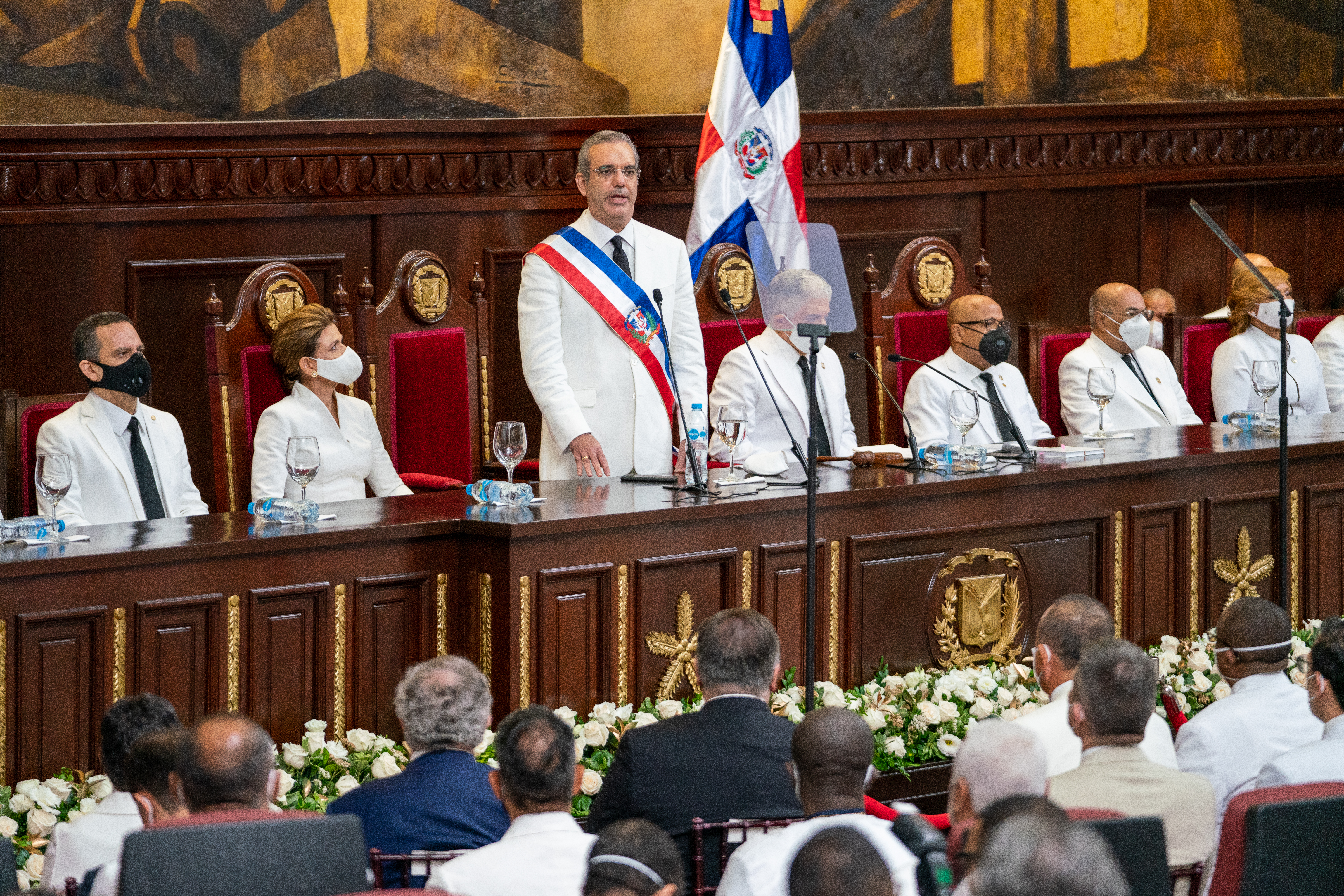
Ceremonia de inauguaración, 16 de agosto de 2020

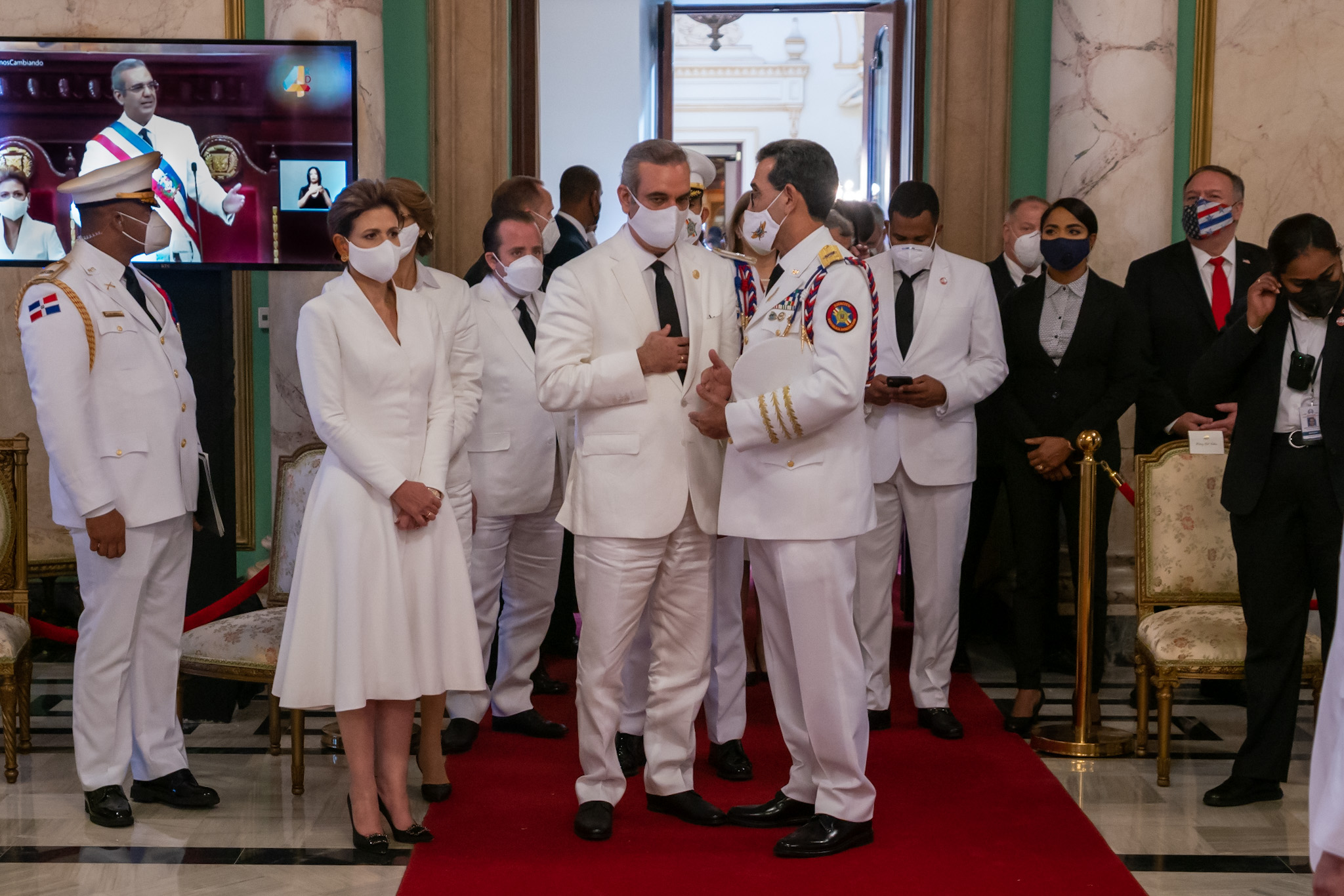
Abinader recibe al secretario Mike Pompeo, 16 de agosto de 2020

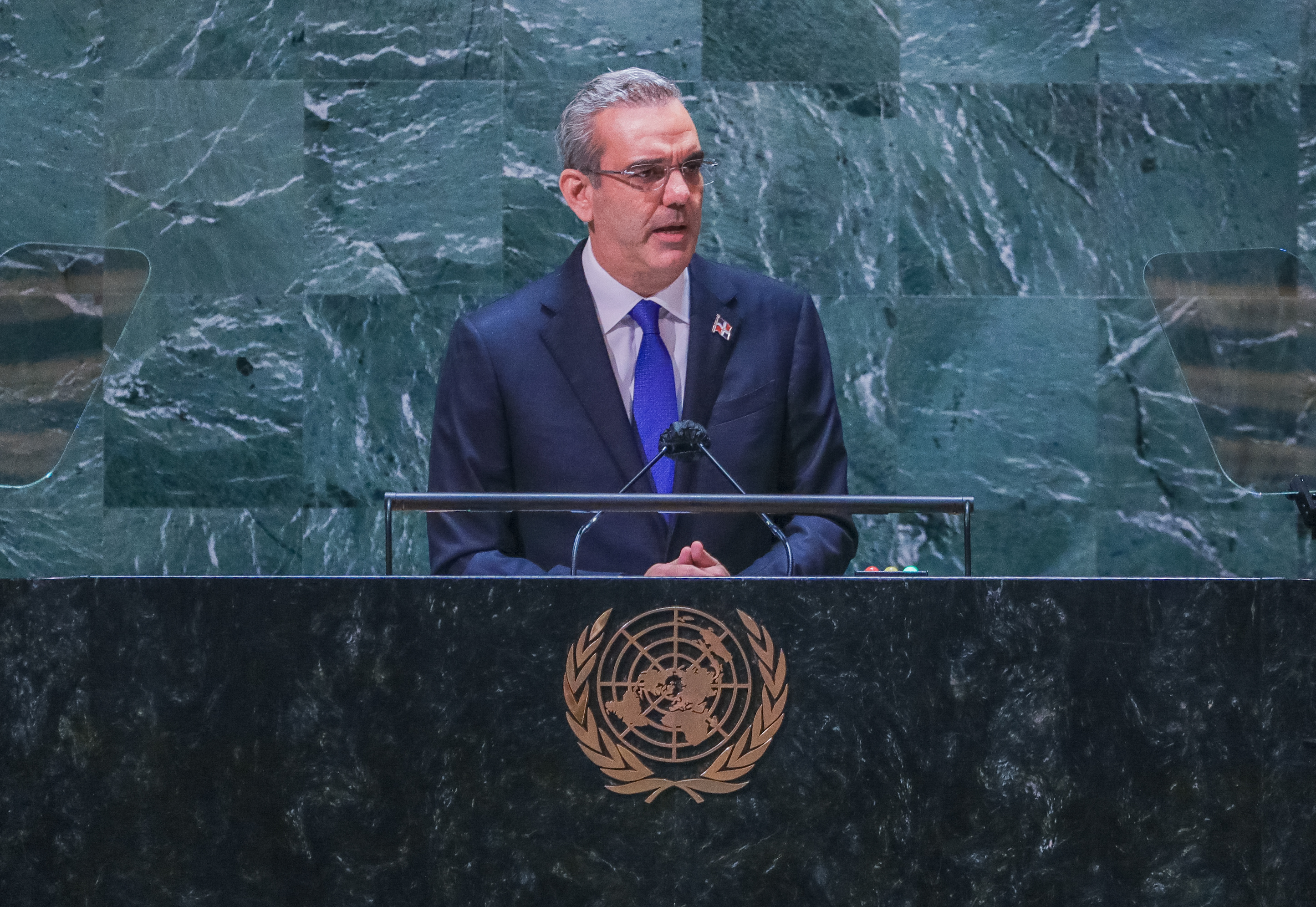
El presidente Luis Abinader habló ante la 76.ª Asamblea General de la ONU Asamblea General de las Naciones Unidas

En una ceremonia diferente a las realizadas en ocasiones anteriores, debido a la pandemia del Covid-19, el 16 de agosto de 2020, a las 10 de la mañana, se inició la ceremonia en la cual Luis Abinader fue juramentado como Presidente de la República Dominicana, en un acto que contó con una participación mínima del presidente saliente, Danilo Medina. La toma de posesión contó con una reducida cantidad de invitados extranjeros y locales debido a las medidas tomadas por la pandemia del COVID-19. Entre los invitados internacionales se destaca el Secretario de Estado de los Estados Unidos, Mike Pompeo, quien asistió en representación del presidente Donald Trump. La República Dominicana estrechó sus lazos con los Estados Unidos como su principal aliado estratégico bajo la administración de Abinader.
El 15 de octubre del 2020 la República Dominicana firmó un acuerdo de cooperación con Estados Unidos que le permitirá tener acceso a unos dos mil millones de dólares para financiamiento en las áreas de energía, turismo y otros proyectos de infraestructura que fortalecerán las principales industrias, crearán puestos de trabajo y reforzarán la economía local.
Su administración, aunque ha tratado de diferenciarse de la anterior, ha continuado algunas prácticas de su predecesor, como dedicar los fines de semanas para visitar comunidades, como lo hacía Medina con sus "visitas sorpresa". En el caso de Abinader, estas visitas siguen realizándose pero con anuncio previo. Por otro lado, su gobierno se ha caracterizado por una relación cercana con los medios de comunicación, aunque esto no ha evitado que se mantenga bajo permanente escrutinio, especialmente en cuanto a los bienes de sus funcionarios.
Sus primeros 100 días en el cargo, en un contexto de mitigación de la pandemia de la Covid-19, fueron catalogados positivamente por algunos sectores de la sociedad tales como actores sociales y empresariales, valoraron positivamente las medidas adoptadas durante la crisis sanitaria. En la arena internacional, ha estado participando en foros regionales y discusiones con centros de pensamiento de la capital de los Estados Unidos, como Council of the Americas y el Centro Internacional para Académicos Woodrow Wilson. En noviembre de 2020, durante una discusión de alto nivel que tuvo con el estratega político Geovanny Vicente Romero en los DC Dialogues de la Universidad de Nueva York, repasó los logros alcanzados en sus primeros 100 días de gobierno y señaló que la República Dominicana, además de ser la economía que más crece de América Latina, también está lista para recibir inversiones.
Su primera visita de Estado en su calidad de presidente, fue efectuada a Puerto Rico, el 2 de enero, en ocasión de la juramentación del gobernador Pedro Pierluisi.
Hizo de la lucha contra la inmigración ilegal una de sus prioridades. En febrero de 2022, inició la construcción de un muro de separación con Haití, que se extenderá por 164 de los 380 kilómetros de frontera.
Está cerca del Grupo de Lima, que reúne a los gobiernos conservadores de las Américas para aislar a Venezuela y ayudar a derrocar a su gobierno.

### Participaciones ante laOrganización de las Naciones Unidas (ONU)
- El 23 de septiembre de 2020, el presidente de la República Dominicana, Luis Abinader, pronunció un discurso en la 75.ª Asamblea General de las Naciones Unidas, destacando la importancia del multilateralismo y la cooperación internacional para enfrentar desafíos globales como la pandemia de COVID-19 y el cambio climático. Subrayó la necesidad de un acceso universal a la vacuna contra el virus, el compromiso de su gobierno con la educación inclusiva y la protección del medio ambiente, y abogó por un mayor apoyo para los países en desarrollo.[40]
- El 22 de septiembre de 2021, el presidente Luis Abinader habló ante la 76.ª Asamblea General de la ONU Asamblea General de las Naciones Unidas, destacando la importancia del multilateralismo para enfrentar la pandemia del COVID-19, el cambio climático y la crisis económica global. Abinader resaltó el exitoso programa de vacunación en la República Dominicana y pidió mayor apoyo financiero para los países de ingresos medios. También enfatizó la necesidad de una solución internacional a la crisis en Haití, advirtiendo que no habrá una solución dominicana a este problema. Abogó por un mundo más equitativo y sostenible.[41]
- El 20 de septiembre de 2023, el presidente Luis Abinader, en su discurso ante la 78.ª Asamblea General de las Naciones Unidas, resaltó los desafíos globales que enfrentamos, como el cambio climático, la pandemia y la crisis económica. Abinader pidió cooperación internacional para estabilizar los precios del crudo y la creación de mecanismos financieros para países en desarrollo. Expresó preocupación por el impacto del sargazo en la región del Caribe y abogó por soluciones para la crisis de Haití, llamando a una intervención multinacional respaldada por la ONU. Finalmente, reafirmó el compromiso de República Dominicana con los derechos humanos y la sostenibilidad.[42]
- El 25 de septiembre de 2024, el presidente Luis Abinader habló en la 79.ª Asamblea General de las Naciones Unidas, destacando los avances de la República Dominicana en los Objetivos de Desarrollo Sostenible (ODS), como la reducción de la pobreza, la autosuficiencia alimentaria y la transición hacia energías renovables. Abinader subrayó la importancia de la cooperación internacional y el multilateralismo para abordar desafíos globales como el cambio climático y la crisis en Haití. Hizo un llamado a la comunidad internacional para apoyar más decididamente la estabilización de Haití, reiterando que la seguridad de la región depende de ello.[43]

## Manejo económico
A pesar de los esfuerzos para reactivar la economía tras la pospandemia, la administración de Abinader ha enfrentado numerosas críticas. Varios economistas han señalado que, aunque hubo éxitos en la vacunación y algunos estímulos económicos, la política de endeudamiento ha sido ineficiente. El aumento significativo en los préstamos, sin un gasto de capital fuerte que impulse la economía, podría comprometer a futuros gobiernos.
Además, se ha criticado la política de eliminación de impuestos aduanales para ciertos productos importados, argumentando que esto ha perjudicado a los productores nacionales y ha llevado a la quiebra a muchas empresas locales. Estas medidas no lograron controlar los precios de los alimentos y otros productos básicos, y la economía nacional continuó desacelerándose, con una inflación de dos dígitos y un crecimiento económico limitado al 2% en 2023.

## Sospecha de evasión fiscal
En octubre de 2021, su nombre fue mencionado en los Papeles de Pandora. La investigación del Consorcio Internacional de Periodistas de Investigación (ICIJ) descubrió que Abinader "está vinculado a dos empresas panameñas" (ambas creadas antes de que Abinader llegara a la presidencia del país):
- Littlecot Inc. (creada el 24 de marzo de 2011 y propiedad de él, su hermana y su hermano). Abinader entrevistado por el ICIJ dijo que Littlecot Inc. tiene una propiedad familiar en la República Dominicana.[3]
- Padreso SA (constituida el 8 de enero de 2014, y de la que son accionistas sus tres hermanos). Esta empresa posee y gestiona acciones en otras seis entidades con propiedades y extensiones de la universidad privada (también propiedad de su familia).[3]

Los documentos encontrados en los Papeles de Pandora muestran que estas dos empresas tenían originalmente acciones al portador, no registradas a nombre de ninguna persona en particular1. También muestra que, después de que la ley panameña en 2015 exigiera a las empresas revelar la identidad de los propietarios de sus acciones al portador, en 2018 un abogado de los Abinader presentó un formulario ante una "empresa de servicios offshore" (Overseas Management Co. u OMC Group) en el que figuraban los hermanos de Luis Abinader como accionistas de las empresas, en lugar de "el portador".
Nota: OMC Group es también el proveedor de servicios que creó Offshore Dorado Asset Management Ltd el 2 de julio de 2004 en el paraíso fiscal de las Islas Vírgenes Británicas en nombre del presidente peruano Pedro Pablo Kuczynski. Una vez presidente, Abinader declaró estas dos empresas (y al menos otras siete empresas offshore bajo un fideicomiso revocable).

## Endeudamiento
El gobierno de Luis Abinader ha sido cuestionado por el aumento de la deuda pública del país al lleverla de U$44,622.3 millones en 2020 a U$54,828.8 millones en diciembre de 2023, por lo que en sólo 3 años (2021-2023) automentó U$10,206.5 millones de dólares estadounidenses a la deuda estatal. Esto convierte su gestión gubernamental en la que más ha endeudado el país en términos absolutos.
En tanto que la deuda pública consolidada junto con la deuda del Banco Central (U$19,944.9 millones en 2023)  alcanzó la totalidad de U$74,900 millones de dólares a diciembre de 2023.

### Clientelismo
La gestión de Luis Abinader ha continuado las viejas prácticas del clientelismo para ganar popularidad, gastando miles de millones de pesos dominicanos en bonos de RD$1500 pesos que son aproximadamente 30 dólares. Estos bonos, que suponen un apoyo a la familia, han sido calificados como un acto de clientelismo por el gobierno.
En una rueda de prensa, uno de los principales partidos de oposición, Fuerza del Pueblo, denunció a través de su equipo jurídico que al primer mandatario le habían entregado unas 30 mil tarjetas del bono navideño de 2023.

### Popularidad
A pesar de la alta tasa inflaccionaria que ha experimentado el país y por la devaluación del peso dominicano frente al dólar estadounidense (situándose de 53.30 por cada dólar a 56.50)El presidente Luis Abinader ha mantenido una popularidad por encima del 55% hasta el día de hoy. También es el segúndo presidente mejor valorado de Latinoamérica, por detrás de Nayib Bukele, presidente de El Salvador.

## Reconocimientos
El 29 de abril de 2022 de manos del Presidente de la República de Colombia Iván Duque, Luis Abinader recibió la Orden de Boyacá, en el Grado de Gran Collar.
El 23 de marzo de 2023, Abinader recibió la condecoración de la Orden del Infante Don Enrique en el grado de Gran Collar de manos de su homólogo portugués, Marcelo Rebelo de Sousa.
El 28 de noviembre del 2024, fue reconocido con el título de doctor honoris causa por la Universidad Autónoma de Santo Domingo.